# Scooby-Doo et le Monstre de la plage
Pour plus de détails, voir Fiche technique et Distribution.
Scooby-Doo et le Monstre de la plage (Scooby-Doo! and the Beach Beastie) est un film américain réalisé par Joel Opera et sorti le 5 mai 2015.

## Fiche technique
- Titre : Scooby-Doo ! et le Monstre de la plage
- Titre original : Scooby-Doo! and the Beach Beastie
- Réalisation : Victor Cook
- Scénario : Doug Langdale, Candie Langdale et Doug Langdale
- Musique : Robert J. Kral
- Montage : Bruce A. King
- Production : Victor Cook
- Société de production : Warner Bros. Animation
- Pays d'origine :  États-Unis
- Langue : anglais
- Genre : Animation, aventure et comédie horrifique
- Durée : 22 min.
- Dates de sortie : 5 mai 2015

## Distribution
- Frank Welker : Scooby-Doo, Fred Jones
- Grey DeLisle : Daphné Blake
- Matthew Lillard : Sammy Rogers
- Mindy Cohn : Véra Dinkley